# James Chamanga
James Chamanga (ur. 2 lutego 1980 w Luanshya) – zambijski piłkarz występujący na pozycji napastnika.

## Kariera
Chamanga swój międzynarodowy debiut zaliczył 26 lutego 2005 roku w meczu przeciwko Botswanie, a pięć miesięcy później zdobył swojego pierwszego gola na arenie międzynarodowej w meczu z RPA w ramach Pucharu COSAFA. Jego gol strzelony w meczu z „Bafana Bafana” pomógł mu się wypromować, dzięki czemu trafił do drużyny Bush Bucks FC występującej w Premier Soccer League. Po degradacji Bush Bucks w 2006 roku Chamanga podpisał kontrakt z Supersport United, gdzie w sezonie 2006/07 został najlepszym strzelcem zespołu.
Był członkiem reprezentacji Zambii na turniej o Puchar Narodów Afryki 2006. Zambia fazę grupową zakończyła na 3. miejscu, po czym w ćwierćfinale została wyeliminowana przez Sudan. Chamanga strzelił bramkę w pierwszym meczu fazy grupowej przeciwko Tunezji.
9 grudnia 2007 strzelił 5 bramek dla Moroka Swallows w wygranym 6:2 meczu z Platinum Stars. W tym samym meczu ustrzelił hat-tricka pomiędzy 20 a 24 minutą spotkania.
W kwietniu 2008 roku Chamanga trafił do Dalian Shide występującego w Chinese Super League. W 2013 roku został zawodnikiem Liaoning Whowin i występował do 2018 roku. W 2019 przeszedł do Red Arrows FC.